# Denis Galloway
William Albert Denis Galloway (5 maart 1878 – 7 mei 1957), beter bekend als Denis Galloway, was een Schots etnografisch kunstenaar en fotograaf. Hij was de oudste zoon van Sir William Galloway (1840-1927), mijnbouwprofessor aan het University College of Wales in Cardiff, en Christiana Maud Mary Gordon (1853-1880). Zijn jongere broer was Christian Francis John Galloway (1880-1969). Galloway was een gerenommeerd etnografisch kunstenaar en fotograaf die veel door Europa reisde, eerst in Zeeland en later in Roemenië, waar hij de gebruiken en kostuums van de lokale bevolking vastlegde, vanaf ongeveer 1914 totdat hij in 1950 terugkeerde naar Engeland.

## Vroege jaren
Galloway werd geboren in Cardiff, waar zijn vader mijningenieur was. Hij kreeg thuisonderwijs met zijn broer en behaalde later zijn BSc in Mijnbouwkunde aan de Universiteit van Wales.
Galloway sloot zich aan bij de Royal Monmouthshire Royal Engineers, en werd op 10 maart 1897 benoemd tot 2e luitenant, op 7 december 1898 tot luitenant en op 6 juni 1903 tot kapitein. Hij nam ontslag op 30 april 1907. In 1901 was zijn beroep Artist Lieutenant in de Royal Monmouthshire Royal Engineers.
In 1904, op 26-jarige leeftijd, trad Galloway toe tot de Slade School of Fine Arts in Londen.

## Leven in Europa
In 1914 vestigde Galloway zich in Westkapelle, Nederland. Terwijl hij daar woonde, sloot hij zich aan bij de kunstenaarsgroep van Jan Toorop uit Domburg . De volgende tien jaar bracht hij door met schilderen, etsen, schetsen en fotograferen van het dorp, de dijk, de mensen en hun traditionele manier van leven. Na de verwoesting van het gebied tijdens het bombardement van oktober 1944, werd Galloway's werk een verslag van onschatbare waarde over het leven in vooroorlogs Westkapelle en wordt als zodanig bewaard door het Polderhuis Westkapelle Dijk- en Oorlogsmuseum. Delen van het werk van Galloway worden ook bewaard in het Koninklijk Archief van Koningin Juliana.
Tussen 1926 en 1950 woonde Galloway voornamelijk in de stad Cluj, Roemenië. Hij werkte tussen 1927 en 1929 voor het Etnografisch Museum van Transsylvanië in Cluj en bracht periodes van 5 tot 6 maanden door in verschillende etnografische gebieden van Transsylvanië. Hij schilderde aquarellen van traditionele plattelandsvakanties, met bijzondere aandacht voor de fijnere details van traditionele klederdracht. Hij verzamelde etnische voorwerpen en fotografeerde in de regio Kalotaszeg, in Piladureni, Hațeg en in de regio Banat. die in 1927 aan het museum zijn geschonken.
Tussen 1930 en 1938 werden Galloway's banden met het museum losser, maar er zijn een groot aantal van zijn negatieven uit die tijd opgenomen in het Nasaud-district en in de regio's Tara Barsei, Osa en Bucovina, die in 1950 op 72-jarige leeftijd door Galloway geschonken zijn aan het Etnografisch Museum voor hun archieven. Ze bevatten nu ongeveer 450 negatieven van Galloway gemaakt in Nederland, Duitsland, Polen en Tsjechië, 647 negatieven van foto's gemaakt in Roemenië en 27 autochrome glasplaten.
Tentoonstellingen van zijn kunstwerken en fotografie zijn nog steeds te zien, bijvoorbeeld in het Erdelyt Museum in juli 2008 en in het Polderhuis, Westkapelle van 2008 tot medio 2009.

## Camera en foto's
Galloway gebruikte een Goertz camera op 8x11cm, 9x12cm en later 13x18cm glasplaten.
Galloway's foto's worden over het algemeen gekenmerkt door een harmonie van compositie en esthetiek. Hij streefde naar een getrouwe documentatie van de kleinste details, zoals te zien is in zijn schilderijen die in Westkapelle te zien zijn.
Galloway's foto's vallen voornamelijk in drie categorieën:
1. Foto's gemaakt onder leiding van etnografische professor Romulus Vuia. Deze hadden een duidelijk "etnografisch belang"; het registreren van informatie met betrekking tot woningen, huishoudens, specifieke activiteiten, kleding en gebruiken. Deze werden dan ook genomen in zowel geografisch als etnisch diverse gemeenschappen (Roemeens, Hongaars, Saksisch en Slavisch), met onderscheidende historische statussen. Zijn foto's behielden een kleurrijk en gedetailleerd beeld van het traditionele Transsylvanische plattelandsleven in de jaren 1920-1930.[6][8]
2. Foto's gebaseerd op zijn eigen ideeën, gemeenschappelijk element in deze groep is de esthetiek. Deze landschappen en snapshots, met hun vage karakters, vereeuwigen gewone mensen door middel van vakkundig vastgelegde esthetische momenten.
3. Foto's gemaakt voor de dorpelingen, zijn modellen, zijn het talrijkst. Hier werden de negatieven van Galloway een middel tot binding, een manier om zijn positie binnen de gemeenschap te versterken.[3][9][10]

## Laatste jaren
In 1950 keerde Galloway terug naar Groot-Brittannië en vestigde zich in Londen met zijn broer, Christian. Hij schonk zijn Nederlandse kunst aan het Museum in Westkapelle en zijn Transsylvanische negatieven aan het Etnografisch Museum van Transsylvanië.
In 1953 trad Galloway toe tot de Folk-Lore Society en in zijn testament liet hij zijn resterende verzameling etnografische foto's na aan de Folk-Lore Society van University College, Londen .
Denis Galloway stierf, 79 jaar oud, in het St Mary's Hospital, Paddington, Londen.